# Clown (film)
Pour plus de détails, voir Fiche technique et Distribution.
Clown est un film d'horreur américano-canadien coécrit et réalisé par Jon Watts, sorti en 2014.

## Synopsis
Lorsque le clown engagé pour animer l'anniversaire de son fils Jack se désiste, Kent McCoy, un tranquille père de famille doit lui-même revêtir le déguisement de clown. Cependant, il découvre qu'il ne peut pas l'enlever et se voit obliger de subir les railleries de ses collègues de travail.
Le soir même, sa femme Meg essaye de lui enlever le nez de clown et n'y parvient qu'en le blessant. Elle découvre aussi qu'il s'est fait une teinture permanente dans ses cheveux, de la même couleur que la perruque qu'il portait, ce qu'il réfute.
Le lendemain, Kent cherche par tous les moyens à savoir à qui appartient le costume et comprend que son propriétaire est décédé. Il téléphone ensuite à un homme qui dit connaître le propriétaire en question et met en garde Kent de ne surtout pas toucher au costume. Le mystérieux interlocuteur donne rendez-vous à Kent chez lui. L'homme, qui se présente sous le nom d'Herbert Karlsson, le drogue et essaye de le tuer en pensant qu'il est un démon. Kent revient chez lui avec Karlsson ligoté et bâillonné. Après s'être donné en spectacle devant sa femme, son beau-père et des amis du jeune couple, il part au commissariat pour livrer Karlsson. En route, Kent se met à recracher une substance verdâtre et commence à se transformer. Ils finissent par avoir un accident de voiture et Karlsson s'évanouit en essayent d'avertir Kent à propos de son costume. Kent s'enfuit dans la forêt. Il tombe sur un camp de scout et agresse un enfant.
Le lendemain, Kent divague dans divers endroits tout en continuant sa transformation en clown démoniaque. Il loue une chambre dans un motel et appelle sa femme en lui disant qu'il est désolé avant de se tirer une balle dans la bouche qui ne le tue pas. En essayant de se suicider à nouveau, il tue accidentellement le petit garçon qui lui proposait à manger dès son arrivée au motel. Pendant ce temps-là, Meg, qui le cherche partout, finit par arriver au motel où son mari se cache. Elle le supplie de revenir et lui apprend qu'elle est enceinte. Kent ouvre la porte et tous deux rentrent à la maison.
À l'hôpital, Meg rends visite à Herbert Karlsson qui lui demande de ne pas faire confiance à son mari. Pendant ce temps, Jack est victime d'intimidations de la part de deux de ses camarades de classe et s'enfuit de l'école. Il rentre chez lui et tombe sur son père enchaîné au sous-sol. Meg revient chez elle après avoir appris que son fils ne se trouvait pas à l'école et le retrouve sain et sauf.
Kent se faufile dans la maison de Colton, l'un des garçons qui harcelait Jack et le tue. Plus tard chez les McCoy, Shadow, le chien de la famille devient subitement agressif et se jette sur Meg. Au dernier moment le chien se fait couper la tête par Karlsson qui souhaite aider Meg. Il lui fait comprendre qu'on ne peut pas détruire le costume mais qu'on doit tuer la personne qui le porte. Ils filent ensuite chez Colton et découvre son cadavre à moitié dévoré. Karlsson explique que Kent est attiré par les enfants et qu'il ira là où il y en a.
Meg pense à une salle de jeux et s'y rend avec Karlsson. Kent se trouve dans la salle de jeux et tue un enfant. Du sang et un bras coulent d'un toboggan et provoquent la panique dans la salle. Meg et Karlsson parviennent à trouver Kent qui parle avec une voix de possédé et demande à sa femme de lui apporter un dernier enfant, après quoi le démon accepte de rendre son mari à Meg. Sur le parking, une enfant demande à Meg de la ramener chez elle ce que cette dernière accepte. La jeune femme emmène l'enfant dans un endroit isolé, laisse la fille dehors et finit par lui rouvrir la porte en pensant que son mari va débarquer alors qu'il s'agit tout simplement de la police.
Jack et son grand-père vont chez les parents du petit garçon. Meg arrive se dispute avec son père quand celui-ci se fait tuer par Kent devenu un véritable démon. Ce dernier la poursuit dans la maison et l'attaque ainsi que Jack. Après avoir réussi à l'attacher, Meg se résout à le tuer.

## Fiche technique
Sauf indication contraire, les informations mentionnées dans cette section peuvent être confirmées par la base de données cinématographiques IMDb,  présente dans la section « Liens externes ».
- Titre original : Clown
- Réalisation : Jon Watts
- Scénario : Christopher D. Ford et Jon Watts
- Direction artistique : Lisa Soper
- Décors : Garren Dunbar
- Photographie : Matthew Santo
- Montage : Robert Ryang
- Musique : Matt Veligdan
- Production : Mac Cappuccino, Eli Roth et Cody Ryder
- Producteurs délégués : Robert Menzies, Brian Oliver, Harvey Weinstein et Bob Weinstein
- Sociétés de production : Cross Creek Pictures, PS 260, Vertebra Films, Zed Filmworks, Method Studios et Dragonfly Entertainment
- Société de distribution : Dimension Films
- Pays d’origine :  États-Unis /  Canada
- Langue : anglais
- Format : couleur - 35 mm - 2.35:1 -  Son Dolby numérique
- Genre : horreur
- Durée : 100 minutes
- Dates de sortie[1] : 
  - Italie : 13 novembre 2014 (avant-première mondiale)
  - Royaume-Uni : 2 mars 2015
  - États-Unis : 17 juin 2016
  - France : 27 juin 2017
- Interdit aux moins de 12 ans

## Distribution
- Eli Roth (VFB : Olivier Prémel) : Frowny le clown
- Peter Stormare (VFB : Robert Dubois) : Herbert Karlsson
- Elizabeth Whitmere : Denise
- Andy Powers (VFB : Olivier Prémel) : Kent McCoy
- Christian Distefano (VFB : Déborah Rouach) : Jack McCoy
- Laura Allen (VFB : Colette Sodoyez) : Meg McCoy
- Matthew Stefiuk
- Lucas Kelly : Colton